# 池田克夫
池田 克夫（いけだ かつお、1937年10月11日 - ）は、滋賀県出身の日本の情報科学者・情報工学者。京都大学名誉教授・工学博士。筑波大学名誉教授。大阪工業大学名誉教授。瑞宝中綬章受章。
人工知能学会元副会長。情報処理学会フェロー・元理事、情報科学技術フォーラム (FIT) 元推進委員長。電子情報通信学会フェロー・元情報システムソサエティ会長。IEEE Life Senior Member。文部省学術審議会元専門委員。郵政省情報通信プレークスルー推進審議会元委員。科学技術庁科学技術会議元専門委員。京都高度技術研究所 (ASTEM) 元所長。奈良先端科学技術大学院大学 (NAIST) 創設準備委員会元委員。
専門は、知能情報学（特に人工知能、パターン認識、マルチメディア処理）、計算機科学・コンピュータ工学、インターネット/データ通信工学。

## 略歴
1960年京都大学工学部電子工学科卒業。1962年京都大学大学院工学研究科修士課程電子工学専攻修了。1965年同大学院工学研究科博士後期課程電子工学専攻単位取得満期退学。同年、京都大学工学部助手。1971年同大学助教授。同年、ユタ大学およびマサチューセッツ工科大学で文部省在外研究員。1978年工学博士（京都大学）。1978年 - 1988年筑波大学電子・情報工学系教授。その間、チューリッヒ工科大学で文部省在外研究員。1988年京都大学工学部情報工学科教授。1989年同学部附属高度情報開発実験施設長（兼務）。1996年同大学大学院工学研究科情報工学専攻教授。1998年 - 2001年京都大学大学院情報学研究科知能情報学専攻教授・情報学研究科長。2001年京都大学名誉教授および筑波大学名誉教授。同年、大阪工業大学情報科学部教授として着任。2002年情報メディア学科長。2005年同大学情報科学部長兼大学院情報科学研究科長。2008年大阪工業大学名誉教授。2016年春の叙勲で、瑞宝中綬章受章。
36年の長きに渡り、情報科学・情報工学の研究・教育に尽力し、京都大学においては、大学院情報学研究科の新設に伴い、知能情報学専攻知能情報ソフトウエア講座知能情報応用論分野を担当し、情報工学の新領域としての情報学分野の構築に関し指導的役割を果たした。筑波大学においては、電子・情報工学系学術情報処理センタで主にコンピュータビジョン・画像・映像技術応用分野の研究に貢献した。大阪工業大学においては、新設された情報科学部情報メディア学科の初代学科長として初期から、主に知能情報学・人工知能の研究育成に貢献した。

## 主な所属学会
- ACM (Association for Computing Machinery)
- IEEE
- 人工知能学会
- 電子情報通信学会
- 情報処理学会

## 主な受賞
- 情報処理学会フェロー
- 電子情報通信学会フェロー
- 人工知能学会全国大会優秀論文賞 (1988)
- 通商産業大臣表彰（工業標準化事業功労者1998）

## 主な著書
- 知能情報メディア-マルチメディアは進化する（共著、総研出版1995、学術書）[10]
- データ通信（単著、昭晃堂1993、学術書）
- コンピュータ・ユーティリティの構造（単著、昭晃堂1974、学術書）

## 主な研究
- 人の知的活動を支援するための知能情報メディアに関する研究
- 視覚情報メディアのためのパターン認識・理解[11]
- マン・マシンコミュニケーションにおける文脈の追跡
- 構成的推論に基づくシンボル画像理解の多次元並列処理[12]
- 画像理解アルゴリズムの並列処理方式に関する研究[13]
- イメージディセクタ方式の映像入出力装置の構成とその応用
- RSVP総合マルチキャスト方式（RIM）に関する研究
- ATM網におけるインターネット技術を基盤とした多地点・多品質同時伝送方式